# Fredrik Boström (jurist)
Fredrik Vilhelm Emanuel Boström, född 24 september 1925 i Tuna församling, Västernorrlands län, död 2 september 1999, var en svensk jurist som var lagman i Nacka tingsrätt från 1987 till 1992.
Boström avlade studentexamen 1945 och juris kandidatexamen vid Stockholms högskola 1951. Han genomförde tingstjänstgöring i Sevede och Tunaläns domsaga 1952–1954, innan han blev fiskal i Svea hovrätt 1955. Boström tjänstgjorde i Stockholms rådhusrätt 1956–1959, var byrådirektör i Militieombudsmannaexpeditionen 1959, byråchef där 1960–1961 och assessor i Stockholms rådhusrätt 1962–1965. Han blev tillförordnad rådman där 1966 och extra rådman 1967. Boström utnämndes 3 mars 1972  till rådman i Stockholms tingsrätt, där han 1979 blev chefsrådman. Den 11 december 1986 utnämndes han till lagman i Nacka tingsrätt..
Fredrik Boström  var son till lantbrukaren Emanuel Boström och Fredrika, född Persson. Han var gift från 1952 med Anita, född Eyron 1927, dotter till direktör Harald Eyron och Maud, född Seymer. Fredrik Boström är begraven på Norra begravningsplatsen utanför Stockholm.